# 菊川英里
菊川 英里（きくかわ えいり、生没年不詳）とは、江戸時代の浮世絵師。

## 来歴
渓斎英泉編『無名翁随筆』の菊川英山の項に、「菊川英山門人」として「英里　錦画（錦絵）アリ、冬木氏」とあるが、現在その作として伝わるのは、ニューオータニ美術館所蔵の「雪中美人図」と、プラハにあるナープルステク博物館所蔵「遊女図」など数点のみである。いずれも落款の下に朱筆の花押がある。作画期は文化から文政の頃にかけてとされている。

## 作品
| 作品名     | 技法     | 形状・員数 | 寸法（縦x横cm） | 所有者               | 年代   | 落款                    | 備考               |
| ---------- | -------- | ---------- | --------------- | -------------------- | ------ | ----------------------- | ------------------ |
| 雪中美人図 | 紙本着色 | 1幅        | 121.5×27.5      | ニューオータニ美術館 | 文化頃 | 款記「英里筆」/花押     | 画面上部に詩賛あり |
| 遊女図     | 紙本着色 | 1幅        | 103.9x29.4      | ナープルステク博物館 |        | 款記「菊川英里筆」/花押 |                    |
| 立姿図     | 紙本     | 1幅        | 80×27           |                      |        | 款記「菊川英里筆」/花押 |                    |